# ロスバッハ・フォア・デア・ヘーエ
ロスバッハ・フォア・デア・ヘーエ（ドイツ語: Rosbach vor der Höhe、ただし公式の表記は Rosbach v. d. Höhe である）は、ドイツ連邦共和国ヘッセン州ヴェッテラウ郡に属す市である。フリートベルクの南西、タウヌス山地の辺縁部に位置する。

## 地理

### 隣接する市町村
ロスバッハ・フォア・デア・ヘーエ市は、北はフリートベルク、東はヴェルシュタット、南はカルベン（以上いずれもヴェッテラウ郡）、西はバート・ホムブルク、フリードリヒスドルフ、ヴェールハイム（以上3市町村はホーホタウヌス郡）と境を接している。

### 市の構成
ロスバッハ・フォア・デア・ヘーエ市は、ニーダー＝ロスバッハ市区（2,551人）、オーバー＝ロスバッハ市区（4,965人）、ロートハイム・フォア・デア・ヘーエ市区（4,780人）からなる。市区名の後の括弧内は2004年12月31日現在の各市区の人口である。

## 歴史
ロスバッハは、884年に初めて文献に記録されている。元々独立した自治体であったロートハイムは、これより早く805年にロルシュ文書に記録されている。
出土品は、線帯文土器文化時代からケルト時代にまで遡る。地名の由来は確定されていないが、仮説として中高ドイツ語の „roezen“ または „rozen“ に由来するという説が提唱されている。これは亜麻を加工して繊維を取り出す際に行われる „rösten“、すなわち水につけて亜麻を腐らせる作業を示している。
オーバー＝ロスバッハは、884年に皇帝からフルダ修道院に寄進された。その後この村は、ヘッセン＝ダルムシュタット方伯領、ナッサウ伯領、トリーア選帝侯領と変遷した。この町は、1663年に都市権を授かった。ロートハイム・フォア・デア・ヘーエは、1600年から1821年までアムト・ロートハイムの「郡庁所在地」であった。
1850年から1926年まで80の坑道でマンガンの坑内採鉱が行われた。1901年、フリートベルク – ホムブルク線によってニーダー＝ロスバッハとロートハイムが鉄道網に接続した。1912年、それまで一体であったニーダー＝ロスバッハとオーバー＝ロスバッハが分離された。
1988年の直接行動の同調者によるロスバッハ放火テロ事件は、連邦中に報道された。

### 市町村合併
1970年12月1日に、それまで独立した自治体であったニーダー＝ロスバッハがオーバー＝ロスバッハ市に合併した。オーバー＝ロスバッハ市は公式にロスバッハ市と改名した。1972年8月1日、ヘッセン州の市町村再編に伴ってロスバッハ市とロートハイム・フォア・デア・ヘーエが合併し、ロスバッハ・フォア・デア・ヘーエ市が成立した。

## 住民

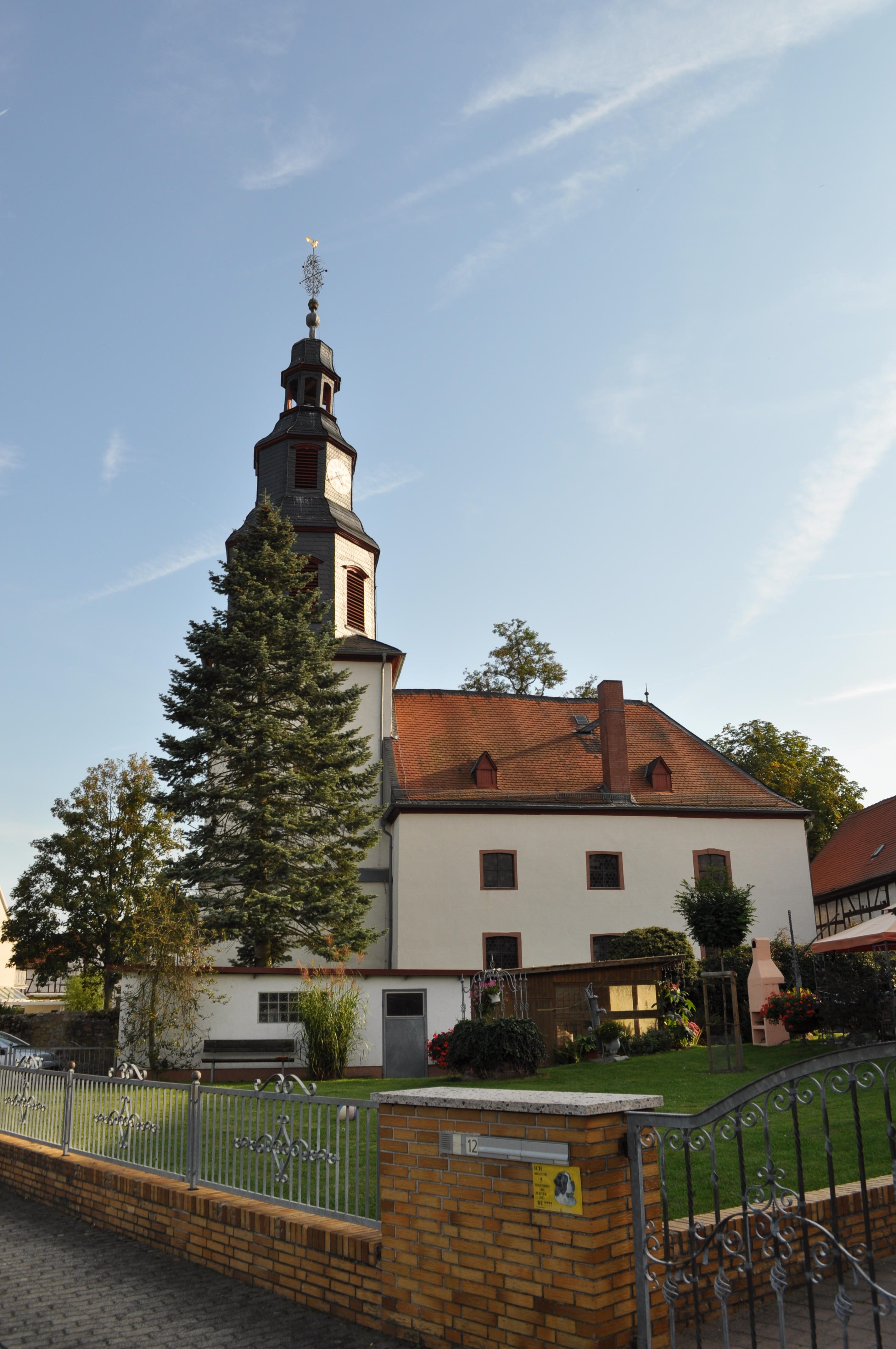
ニーダー＝ロスバッハのブルク教会

### 宗教
この街には、以下の教会がある。

#### 福音主義教会
- オーバー＝ロスバッハの市教会
- ニーダー＝ロスバッハのブルク教会
- ロートハイム・フォア・デア・ヘーエの教会

#### カトリック教会
- オーバー＝ロスバッハ市区およびニーダー＝ロスバッハ市区の聖ミヒャエル教会
- ロートハイム市区の福音史家聖ヨハネス教会

## 行政

### 市議会
2011年3月27日のロスバッハ・フォア・デア・ヘーエ市議会議員選挙以降、本市の市議会は 31議席で構成されている。

### 紋章
図柄: 金地に赤いシェブロン。上部には青い塔と様式化された羊飼いのスコップ。下部には、金の蘂と緑の萼を持つ赤いバラ。
解説: 羊飼いのスコップは、かつて独立した自治体であったニーダー＝ロスバッハの象徴である。塔は本来のロスバッハから 4 km 離れ、1972年にロスバッハの新しい市区となったロートハイム・フォア・デア・ヘーエを表している。これらにオーバー＝ロスバッハの象徴であるバラを含めて、ロスバッハ全体を表現している。

### 姉妹都市
- ネッツシュカウ（ドイツ語版、英語版）（ドイツ、テューリンゲン州）1990年
- チェハノビエツ（ポーランド語版、英語版）（ポーランド、ポドラシェ県）1995年
- サン＝ジェルマン＝レ＝コルベイユ（フランス語版、英語版）（フランス、エソンヌ県）1995年[5]

## 経済と社会資本

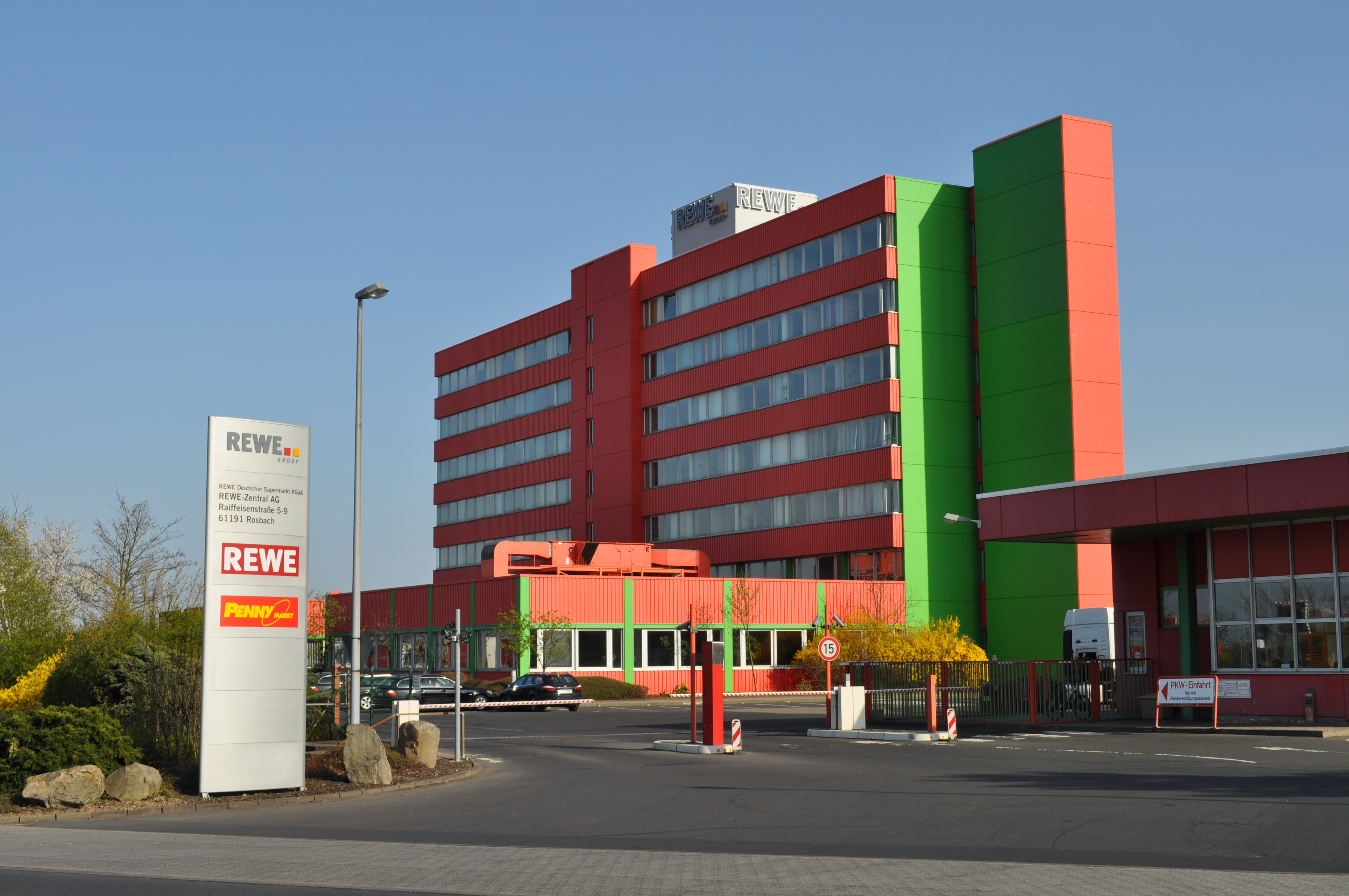
レーヴェの中央倉庫および管理棟

### 経済
ニーダー＝ロスバッハ市区には伝統企業のロスバッヒャー・ミネラルヴァッサークヴェレ（ミネラルウォーター業者）がある。この会社は2001年からハッシア・ミネラルクヴェレンに属している。ニーダー＝ロスバッハ市区にはこの他にレーヴェ・ドイチャー・ズーパーマルクト KGaA の大きな中央倉庫と管理棟がある。小売業者や量販業者を含む大規模な産業地区には、2軒のファストフードレストラン、スーパーマーケット、ガソリンスタンドがある。2009年からここにはトライアンフ・モーターサイクルのドイツセンターもある。これに隣接する森林地域には珪岩の採石場がある。

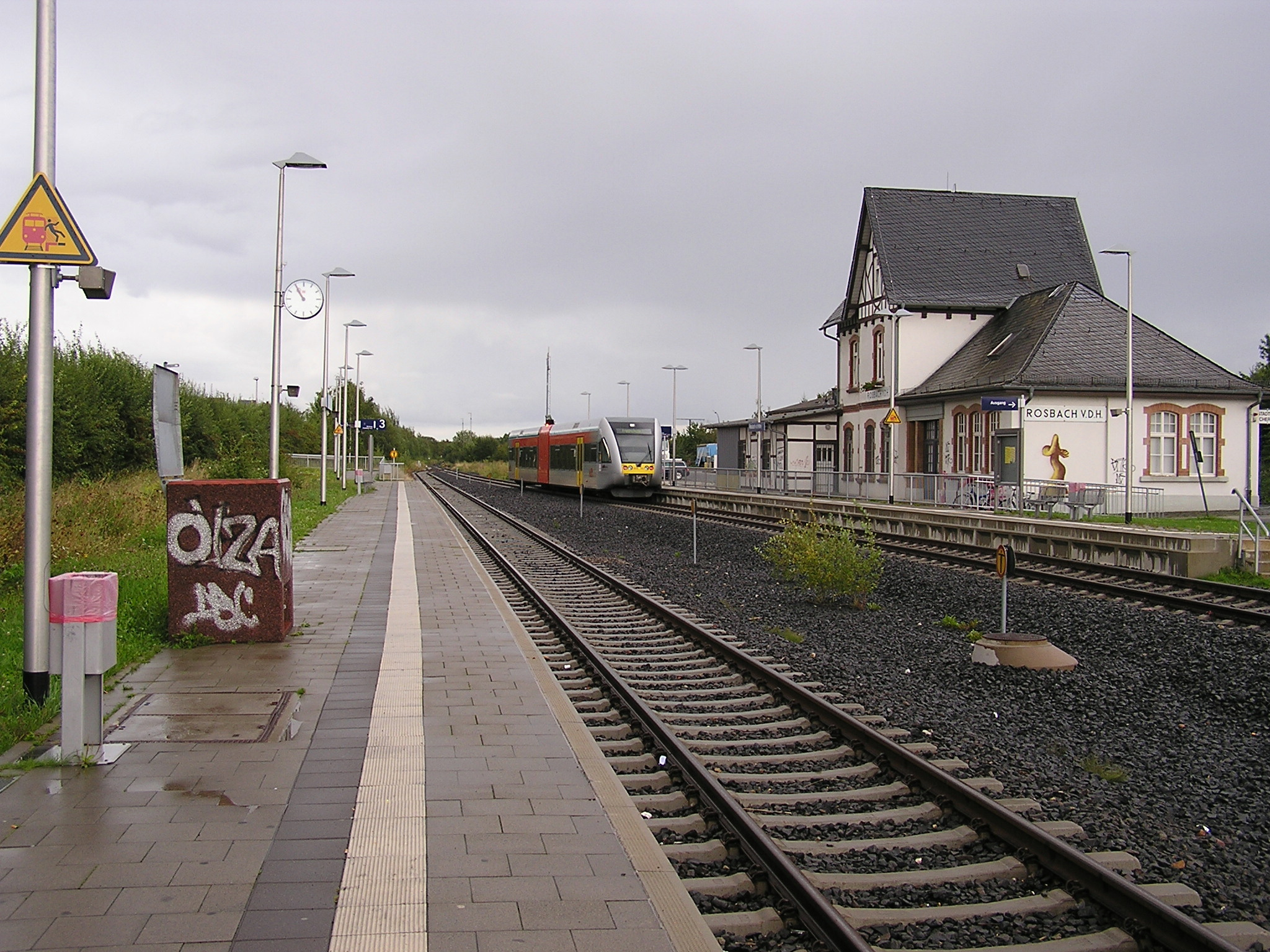
ロスバッハ・フォア・デア・ヘーエ駅

### 交通
この街へは、近くを通るアウトバーン A5号線 フランクフルト - カッセルのインターチェンジや鉄道 フリートベルク - フリードリヒスドルフ線経由で往き来できる。ロスバッハ・フォア・デア・ヘーエ駅は、1901年に開業し、その駅舎は現在保護文化財に指定されている。10年来計画がなされてきたニーダー＝ロスバッハ南バイパス道路は2010年12月1日に鍬入れがなされた。3つの工事区間、約 3 km のこの道路は、東の郡道 K11号線から州道 L3352線を経由してB455号線でアウトバーンまで行くという行程を改善する。最初の区間である B455号線からディーゼル通りまでは、2012年3月に完成、第2区間の新しい鉄道橋を経由してL3352線のラウンドアバウトまでは、2012年12月20日に完成した。第3区間のラウンドアバウトから旧K11号線までの約 1 km は、2013年の初めに工事が始まり、2013年12月4日に開通した。

### 教育機関
- カパースブルクシューレ: 基礎課程学校（オーバー＝ロスバッハおよびニーダー＝ロスバッハ）
- エーリヒ・ケストナー＝シューレ: 基礎課程・本課程・実科学校（ロートハイム）
- 託児所「ディー・カイネン・ポストロイバー」e.V.（オーバー＝ロスバッハ）
- 保育園アルテ・シューレ（ロートハイム・フォア・デア・ヘーエ）
- 保育園「レーゲンボーゲンハウス」（ロートハイム・フォア・デア・ヘーエ）
- 保育園「カイネ＝ラッセルバンデ」（オーバー＝ロスバッハ）
- 保育園「ルナ」- タウヌスブリック（ニーダー＝ロスバッハ）
- 保育園「ブリューダー・グリム」（オーバー＝ロスバッハ）
- 保育園「ヴィラ・コンフェッティ」（ニーダー＝ロスバッハ）
- 保育園「キンダーハウス・ベルクシュトラーセ」（オーバー＝ロスバッハ）

## 文化と見所

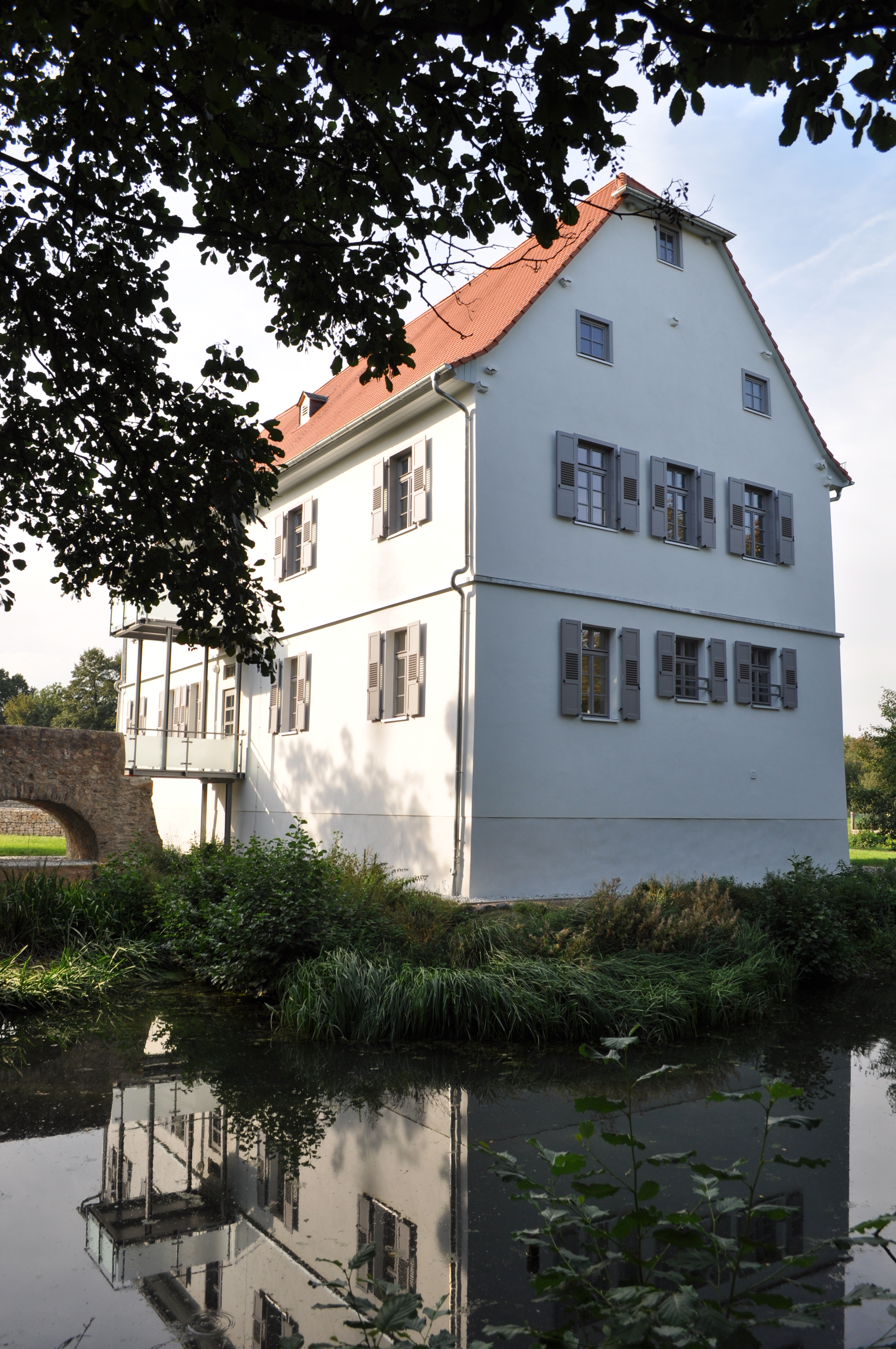
ニーダー＝ロスバッハの水城

ニーダー＝ロスバッハ市区には古い水城がある。オーバー＝ロスバッハの西約 3 km にローマ時代のカストラ・カーパースブルクがある。これは、オーバーゲルマニッシュ＝レティシャー・リーメスの現存する遺構の一つである。19世紀から20世紀の替わり目の時代にすでに発掘され、保存されていたカストラは、リーメスがUNESCO世界遺産に登録された機会に、完全に補修され全域が考古学公園に整備された。

## 人物

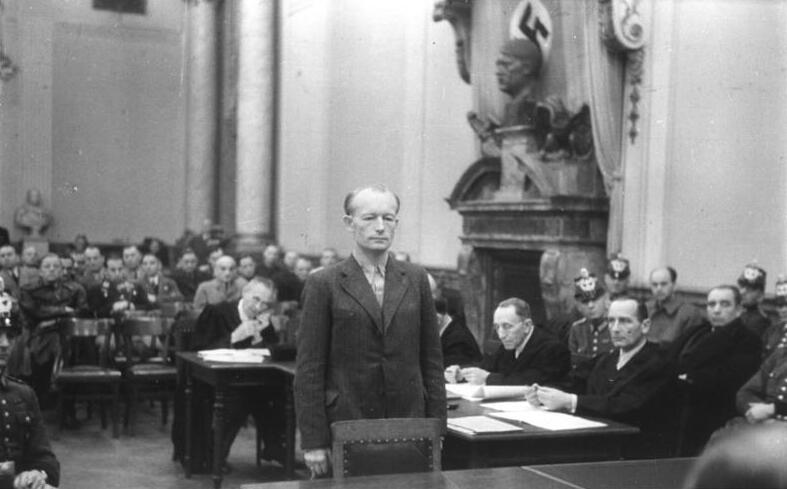
人民法廷に立つアドルフ・ライヒヴァイン

### 出身者
- ヘッセン＝ホムブルク方伯ヴィルヘルム・クリストフ（ドイツ語版、英語版）（1625年 - 1681年）第2代ヘッセン＝ホムブルク方伯
- アドルフ・ライヒヴァイン（1898年 - 1944年）教育者、経済学者、政治家 (SPD) 。国家社会主義独裁制に対する活動的な抵抗運動家であった。オーバー＝ロスバッハで生まれ、この街の国民学校で学んだ。

### ゆかりの人物
- ジェシカ・ヴァールス（ドイツ語版、英語版）（1977年 - ）歌手。ガールズグループ「ノー・エンジェルズ」のメンバーである。彼女はロートハイムで幼少期を過ごした。